# Васиљка Марић
Васиљка Марић је писац рођена 1952.године у селу Туље у Поповом Пољу, Република Српска.

## Биографија
Рођена је 1952.године у селу Туље у Поповом Пољу. Школовала се у Требињу и Дубровнику.Након школовања одлази у Сарајево и ту заснива радни однос. Привремено се населила у Црној Гори, потом се сели у Аустралију 1995.године, гдје и данас живи и ствара. Члан је Савеза књижевника у отаџбини и расијању -СКОР из Београда, који је и издавач свих њених књига. Радови су јој објављени у зборницима и књижевним листовима у Београду.